# Никешин, Василий Петрович
Василий Петрович Никешин (1 марта 1911, Быславль, Владимирская губерния — 2 января 1995, Владимир) — советский рабочий. Герой Социалистического Труда (1970). Почётный гражданин Владимира (1977).

## Биография
Василий Никешин родился 1 марта 1911 года в селе Быславль Владимирского уезда Владимирской губернии (сейчас территория Суздальского района Владимирской области).
Окончил семилетнюю школу.
Работал на строительствах, был каменщиком, бетонщиком, плотником.
В 1936 году поступил на работу слесарем-инструментальщиком на Владимирский грамзавод (с 1966 года — Владимирский завод точного машиностроения «Точмаш», с 1977 года — производственное объединение «Точмаш»).
Впоследствии работал на одном участке по созданию крупногабаритных штампов вместе с тремя сыновьями. Их бригада стала первой в инструментальном производстве и одной из первых на заводе. Бригада Никешиных получила звание бригады коммунистического труда в числе первых.
23 декабря 1970 года закрытым Указом Президиума Верховного Совета СССР за образцовое выполнение заданий пятилетнего плана был удостоен звания Героя Социалистического Труда с вручением ордена Ленина и золотой медали «Серп и Молот».
3 ноября 1977 года был удостоен звания почётного гражданина Владимира.
В 1980 году вышел на пенсию.
Жил во Владимире.
Умер 2 января 1995 года. Похоронен на Аллее Славы Улыбышевского кладбища во Владимире.
Награждён орденом «Знак Почёта» (4 июня 1945), медалями.